# Clan Sō

Le mon du clan Sō.

Le clan Sō (宗氏 Sō-shi) est un clan japonais médiéval qui gouverne l'île Tsushima de l'époque de Kamakura à l'époque d'Edo.
Les historiens pensent que le clan descend du clan Koremune qui occupait le poste de dazaifu dans la province de Tsushima.
Lorsque les Mongols tentent d'envahir le Japon en 1274, le clan s'illustre en se battant contre les envahisseurs et Sō Sukekuni, premier membre connu du clan, meurt au combat à Tsushima. Pendant le Nanboku-cho, le clan livre bataille en tant que vassal du clan Shōni et gagne quelques terres dans la province de Chikuzen.

## Membres
1. Sō Shigehisa (重尚) (1245-1262)
2. Sō Sukekuni (助國) (1262-1274)
3. Sō Moriakira (盛明) (1274-1302)
4. Sō Morikuni (盛國) (1302-1349)
5. Sō Tsuneshige(經茂) (1349-1366)
6. Sō Sumishige (澄茂) (1366-1370)
7. Sō Yorishige (頼茂) (1370-1402)
8. Sō Sadashige (貞茂) (1402-1419)
9. Sō Sadamori (貞盛) (1419-1452)
10. Sō Shigemoto (成職) (1452-1468)
11. Sō Sadakuni (貞國) (1468-1492)
12. Sō Kimori (材盛) (1492-1505)
13. Sō Yoshimori (義盛) (1505-1520)
14. Sō Morinaga (盛長) (1520-1526)
15. Sō Masamori (将盛) (1526-1539)
16. Sō Haruyasu (晴康) (1539-1553)
17. Sō Yoshishige (義調) (1553-1566)
18. Sō Shigehisa (茂尚) (1566-1569)
19. Sō Yoshizumi (義純) (1569-1579)